# كايل هاينز
كايل هاينز (بالإنجليزية: Kyle Hines)‏ مواليد 2 سبتمبر 1986 في نيوجيرسي، هو لاعب كرة سلة محترف أمريكي بدأ مسيرته الاحترافية في سنة 2008 ويحمل الرقم 42. يبلغ طوله 6 قدم 6 بوصة (2.0 م).

## مسيرته مع الأندية
لعب مع فريق بروس باسكتس في الدوري الألماني لكرة السلة، ثم انتقل في موسم 2011 إلى نادي أولمبياكوس لكرة السلة اليوناني، ثم في موسم 2013 انتقل إلى نادي سسكا موسكو لكرة السلة.

## روابط خارجية
- كايل هاينز على موقع الدوري الأوروبي لكرة السلة (الإنجليزية)
- كايل هاينز على موقع كرة السلة الأوروبية.كوم (الإنجليزية)
- كايل هاينز على موقع DraftExpress.com (الإنجليزية)
- كايل هاينز على موقع كلية كرة السلة في سبورتس رفرنس.كوم (الإنجليزية)
- كايل هاينز على موقع ريلجم (الإنجليزية)
- كايل هاينز على موقع بروبوليرز (الإنجليزية)
- كايل هاينز على موقع سبورتس رفرنس (الإنجليزية)